# Adolf Kirchhoff
Johann Wilhelm Adolf Kirchhoff (Berlino, 6 gennaio 1826 – 26 febbraio 1908) è stato un filologo classico ed epigrafista tedesco.

## Biografia
Nel 1865 divenne professore di filologia classica all'Università di Berlino. Gli studi scientifici di Kirchhoff si occuparono di linguistica, antichità ed epigrafi greche.

### I gruppi colorati delle varianti dell'alfabeto greco antico

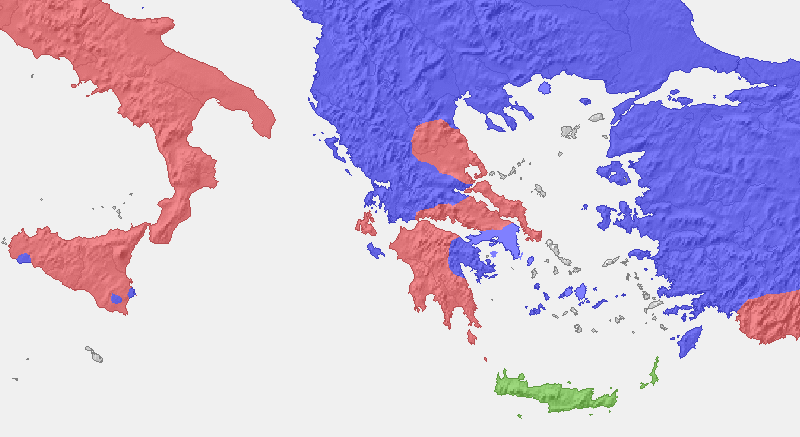
Distribuzione dei gruppi di alfabeti locali greci secondo Adolph Kirchhoff (1887): gruppo verde (cretese), gruppo blu (attico, ionico e corinzio) e gruppo rosso (occidentale).

Kirchhoff, nei suoi studi sulle varianti delle consonanti doppie nell'alfabeto del greco antico, redasse una carta geografica dell'antica Ellade. Nella carta geografica distinse in macrogruppi colorati le diverse combinazioni usate dagli scriventi per realizzare le doppie consonanti, prima dell'editto di Atene del 403 a.C. in cui si adottò l'alfabeto ufficiale greco, realizzato dall'unione dell'alfabeto attico con influssi di quello di Mileto.
Nella carta geografica alfabetica di Kirchhoff merita attenzione l'arrivo delle ultime 5 lettere nell'alfabeto greco, ossia Υ Φ Χ Ψ Ω.
La lettera Υ, derivata, come il digamma, dalla lettera fenicia waw, esprimeva originariamente il suono /u/ (mentre in seguito nel dialetto ionico-attico acquisì una pronuncia simile alla u alla francese), e fu inserita dopo il tau nell'alfabeto. 
Oltre a ciò, i Greci affrontarono il problema di altri suoni comuni in greco ma che non erano presenti nel fenicio e che quindi non erano originariamente rappresentati nell'alfabeto, come ph - ch - ks - ps. In varie parti dell'Ellade vennero fuori diversi risultati, che furono studiati nel 1887 da Adolph Kirchhoff, il quale creò delle carte geografiche di quattro gruppi di alfabeti greci: il rosso, il verde e l'azzurro chiaro-scuro.
- Il gruppo verde (Creta, Ionia occidentale, zona Euboica, Ionia orientale zona di Chio e Teo), della parlata cretese, non aveva segni complementari
- Il gruppo azzurro scuro (Dodecapoli ionia, Doride meridionale, Sparta, la Messenia, l'Argolide, Corinto), utilizzava Φ Χ Ψ Ξ con valore rispettivo di ph, ch, ps, ks
- gruppo azzurro chiaro (Epiro, Etolia presso la Doride nord occidentale) utilizzava Φ Χ con valore di ph e ch, e mancavano segni specifici per ps e ks, per cui si utilizzavano segni come ΦΣ ΧΣ
- Gruppo rosso (Eolia, Tessaglia, Beozia, Lesbo), che utilizzava  Φ Χ Ψ col valore di ph ks kh, senza un segno per ps, generalmente espresso con ΦΣ.

Nel 403 a.C. la città d'Atene adottò con editto ufficiale l'alfabeto ionico, nella variante asiatica di Mileto, il quale sembrava più funzionale degli altri. Questo includeva l'Ω, ossia "omicron grande", per indicare la o lunga aperta.

## Opere
- Die Homerische Odyssee (1859), una nuova teoria sulla scrittura dell'Odissea
- edizione di Plotino (1856)
- edizione di Euripide (1855 e 1877–1878), prima edizione critica basata sulla collazione accurata di tutti i manoscritti
- edizione di Eschilo (1880)
- Esiodo (Works and Days, 1881)
- Senofonte, Respublica Atheniensium (On the Athenian Constitution; 3rd ed., 1889)
- Über die Entstehungszeit des Herodotischen Geschichtswerkes (2nd ed., 1878)
- Thukydides und sein Urkundenmaterial (1895).

Le seguenti opere sono il frutto dei suoi studi epigrafici e paleografici:
- Die Umbrischen Sprachdenkmäler (1851)
- Das Stadtrecht von Bantia (1853), Tabula Bantina scoperta nel 1790 ad Oppido vicino Banzi, contenenti una relazione relativa agli affari municipali dell'antica Bantia
- Das Gotische Runenalphabet (1852)
- Die Fränkischen Runen (1855)
- Studien zur Geschichte des Griechischen Alphabets (4th ed., 1887).

La seconda parte del vol. iv. del Corpus Inscriptionum Graecarum (1859, contenente iscrizioni cristiane ) ed il vol. i. del Corpus Inscriptionum Atticarum (1873, contenenti iscrizioni anteriori al 403) con supplemento (vol. iv. pts. 13, 1877–1891) da lui stesso redatto. Dal 1860 al 1902 si occupò di Inscriptiones Graecae ed editò Hermes (1866–81).